# Acer carpinifolium

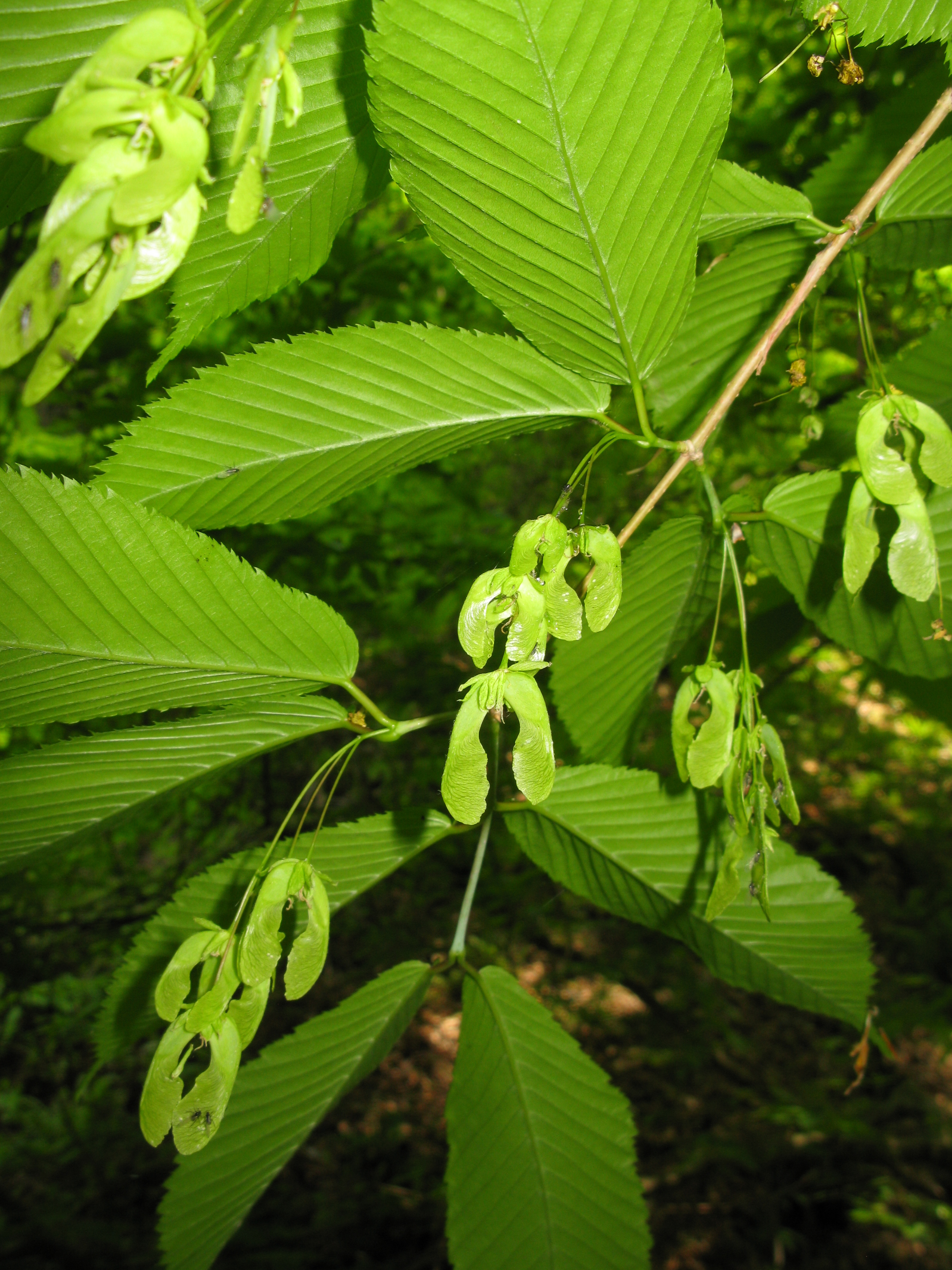
Detalle de las hojas y las disámaras.

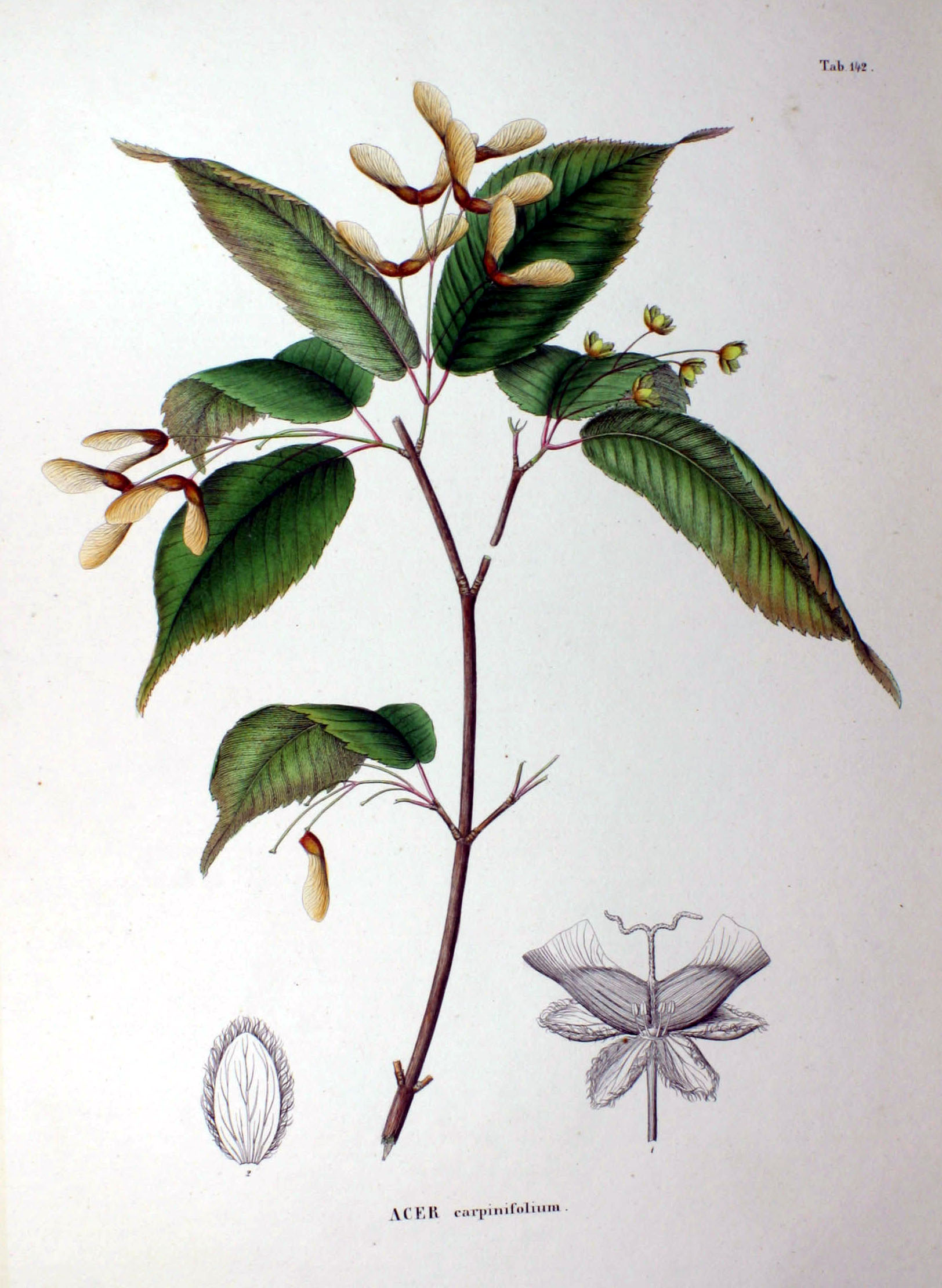
Ilustración.

Acer carpinifolium, el arce de hojas de carpe, es una especie de planta perteneciente a la familia de las sapindáceas.

## Hábitat
Es un árbol originario del bosque de montaña de Japón, en las islas de Honshū, Kyūshū, y Shikoku,

## Descripción
Es un árbol más bien pequeño, de porte redondo y ancho. Las hojas son opuestas, oblongas y acuminadas, con bordes dentados y bases redondeadas o cordiformes y con una forma que, como lo indica su nombre específico, recuerda a la de las hojas del carpe (Carpinus). La fructificación en disámaras, que tienen forma de herradura, se da al principio de la primavera. El color es verde tilo. De crecimiento lento, alcanza una altura de 8 a 10 m.

## Cultivo
La plantación es preferible entre otoño y final del invierno. Se multiplica por semilla (difícil), acodo o esqueje. El mejor sustrato es de ácido a neutro, rico, fresco, bien drenado. Es preferible situarlo a sol o semisombra.

## Usos
La madera es utilizada para hacer muebles, cajas, utensilios de cocina (tenedores, cucharas, cucharones) y también como combustible.

## Taxonomía
Acer carpinifolium fue descrita por Siebold & Zucc. y publicado en Abh. Math.-Phys. Cl. Königl. Bayer. Akad. Wiss. 4(2): 154 1845.
Etimología
Aces: nombre genérico que procede del latín ǎcěr, -ĕris = (afilado), referido a las puntas características de las hojas o a la dureza de la madera que, supuestamente, se utilizaría para fabricar lanzas. Ya citado en, entre otros, Plinio el Viejo, 16, XXVI/XXVII, refiriéndose a unas cuantas especies de Arce.
carpinifolium: epíteto latíno compuesto que significa "con las hojas del carpe.